# شبه جزيرة تشيتا

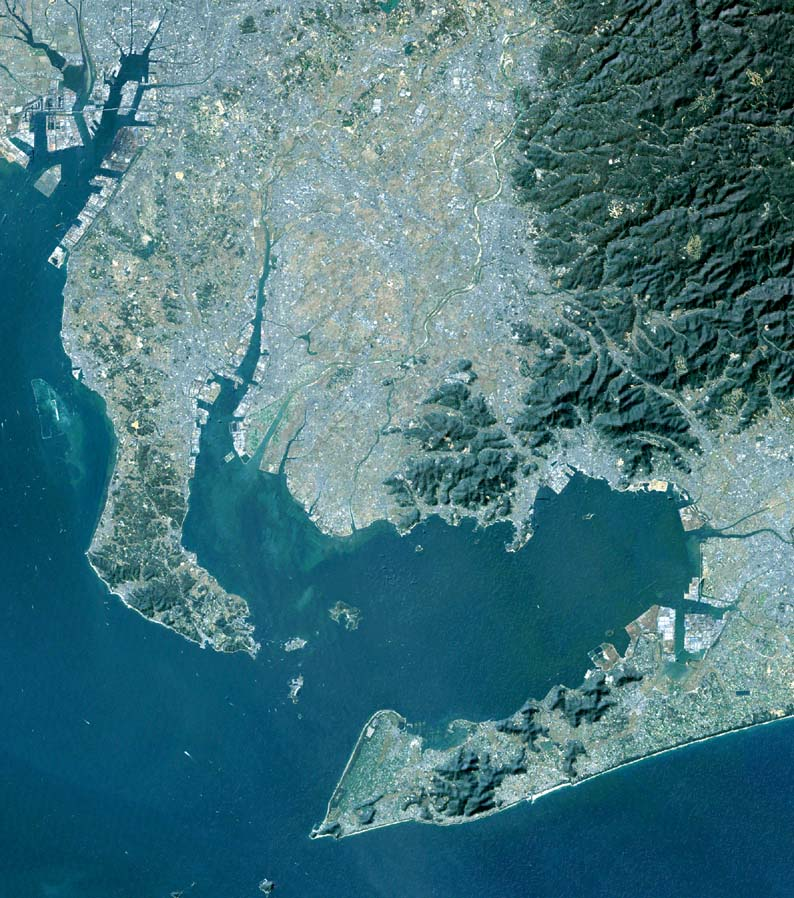
صورة من قمر صناعي لشبه جزيرة تشيتا من اليسار، في الوسط يظهر خليج ميكاوا و شبه الجزيرة اتسومي في الاتجاه الأيمن السفلي

شبه جزيرة تشيتا (باليابانية: 知多半島) هي شبه جزيرة تقع في جنوب محافظة آيتشي، في وسط هونشو، اليابان. وتمتد من جهتي الجنوب والشمال. ومن الغرب يقبع خليج إيسه، بينما في الشرق ينحصر خليج ميكاوا. وتقابل شبه الجزيرة اتسومي من الجهة الجنوبية الشرقية حول خليج ميكاوا. ويقع مطار تشوبو الدولي في غرب ساحل شبه الجزيرة. 

الموقع

## روابط خارجية
إحداثيات: 34°41′47″N 136°58′25″E / 34.696383°N 136.9735°E
(Hazumisaki:Southernmost point)